# Софія Полгар
Софія Полгар (угор. Polgár Zsófia, вимовляється [ˈpolɡaːr ˈʒoːfiɒ]); 2 листопада 1974) — угорська, ізраїльська і канадська шахістка. Колишній шаховий вундеркінд. Володарка звань міжнародного майстра та жіночого гросмейстера. Середня сестра гросмейстерок Сьюзен Полгар і Юдіт Полгар. Проживає в Ізраїлі.

## Життєпис
Народилася в родині угорських євреїв у Будапешті. Разом зі своїми двома сестрами була частиною освітнього експерименту свого батька Ласло Полгара, який намагався довести, що діти можуть досягнути неабияких результатів, якщо їх навчати окремих предметів починаючи з дуже раннього віку: «геніями не народжуються, їх треба робити». Разом з матір'ю Кларою вони навчали доньок вдома, а спеціальним предметом були шахи. Також батько навчив доньок міжнародної мови есперанто.
1986 року на чемпіонаті світу серед юнаків до 14 років Софія Полгар фінішувала другою після Жоеля Лотьє і її проголосили чемпіонкою світу серед дівчат до 14 років.
1989 року, коли їй було 14, Софія Полгар вразила шаховий світ своїм результатом на турнірі в Римі. Вона виграла турнір, у якому брали участь кілька сильних гросмейстерів, показавши результат 8½ з 9. За підрахунками рейтингової системи chessmetrics її турнірний перформенс становив 2735, один із найвищих показників за всю історію серед 14-річних шахістів.
На чемпіонаті світу з шахів серед юніорів 1994 року, який проходив у Матіньюсі (Бразилія), посіла 2-ге місце після Хелгі Гретарссона.
7 лютого 1999 року одружилася з ізраїльським гросмейстером Йону Косашвілі й переїхала в Ізраїль. Має двох дітей, Алана та Йоава. Пізніше батьки Полгар також переїхали до них в Ізраїль. Вся родина зрештою емігрувала до Торонто (Канада), але 2012 року повернулись назад і оселились у Тель-Авіві.
Упродовж певного часу Софія Полгар посідала 6-ту сходинку в Рейтингу ФІДЕ серед жінок.

## Зміни рейтингу
| На цьому місці має відображатися графік чи діаграма, однак з технічних причин його відображення наразі вимкнено. Будь ласка, не видаляйте код, який викликає це повідомлення. Розробники вже працюють для того, щоби відновити штатне функціонування цього графіка або діаграми. | |
| | На цьому місці має відображатися графік чи діаграма, однак з технічних причин його відображення наразі вимкнено. Будь ласка, не видаляйте код, який викликає це повідомлення. Розробники вже працюють для того, щоби відновити штатне функціонування цього графіка або діаграми. |